# 林德伯格陨石坑
林德伯格陨石坑（Lindbergh）是位于月球正面丰富海中部的一座小撞击坑，其名称取自美国飞行员查尔斯·奥古斯都·林德伯格（1902年-1974年），1976年被国际天文学联合会批准接受。

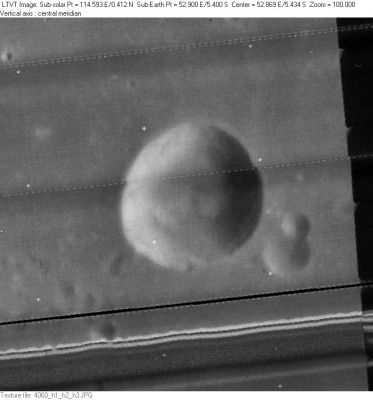
月球轨道器4号拍摄的图像

## 描述
该陨坑西侧靠近更小的阿蒙顿陨石坑、往西北150公里坐落了卵状的梅西耶陨石坑，较大的比尔哈茨陨石坑位于它的东面、它的东南偏南及西南分别毗邻阿尔马拉古什陨石坑和伊本·白图泰陨石坑，沿林德伯格陨石坑的南北二侧分别绵延着莫森山脊和盖基山脊。该陨坑中心月面坐标为5°25′S 52°54′E / 5.41°S 52.9°E，直径13.34公里，深约2.16公里。
林德伯格陨石坑是一座四周被月海环绕的孤岛坑，外观大体呈圆碗状，西南侧略微外凸。坑壁边沿峻峭清晰、内侧壁平整和缓，是平坦的月表上被撞击凿出的一座圆杯状的浅坑，陨坑幽暗的色调与周边区域相一致，坑壁最大高出周边地形500米，内部容积约70立方千米。坑底表面平坦，直径约为坑沿的一半，没有较醒目的小陨坑。其形态特征隶属于BIO 型（以该类陨石坑的典型代表—毕奥陨石坑所命名）
在1976年被国际天文学联合会正式命名前，该陨坑曾被称作卫星坑梅西耶 G。

## 另请参阅
- Andersson, L. E.; Whitaker, E. A. . NASA RP-1097. 1982.
- Blue, Jennifer. . USGS. July 25, 2007  [2007-08-05]. （原始内容存档于2018-12-25）.
- Bussey, B.; Spudis, P. . New York: Cambridge University Press. 2004. ISBN 978-0-521-81528-4.
- Cocks, Elijah E.; Cocks, Josiah C. . Tudor Publishers. 1995. ISBN 978-0-936389-27-1.
- McDowell, Jonathan. . Jonathan's Space Report. July 15, 2007  [2007-10-24]. （原始内容存档于2018-12-25）.
- Menzel, D. H.; Minnaert, M.; Levin, B.; Dollfus, A.; Bell, B. . Space Science Reviews. 1971, 12 (2): 136–186. Bibcode:1971SSRv...12..136M. doi:10.1007/BF00171763.
- Moore, Patrick. . Sterling Publishing Co. 2001. ISBN 978-0-304-35469-6.
- Price, Fred W. . Cambridge University Press. 1988. ISBN 978-0-521-33500-3.
- Rükl, Antonín. . Kalmbach Books. 1990. ISBN 978-0-913135-17-4.
- Webb, Rev. T. W.  6th revised. Dover. 1962. ISBN 978-0-486-20917-3.
- Whitaker, Ewen A. . Cambridge University Press. 1999. ISBN 978-0-521-62248-6.
- Wlasuk, Peter T. . Springer. 2000. ISBN 978-1-85233-193-1.